# Cipru la Jocurile Olimpice de vară din 2016
Ciprul a participat la Jocurile Olimpice de vară din 2016 de la Rio de Janeiro în perioada 5 – 21 august 2016, cu o delegație de 16 sportivi, care a concurat în șapte sporturi. Spre deosebire de Londra 2012, Ciprul nu a primit nicio medalie.

## Participanți
Delegația cipriotă a cuprins 16 sportivi: nouă bărbați și șapte femei. Cel mai tânăr atlet din delegație a fost înotătoarea Sotiria Neofytou (18 ani), cel mai bătrân a fost navigatorul Andreas Pheobus Cariolou (33 de ani).
| Sport      | Masculin | Feminin | Total |
| ---------- | -------- | ------- | ----- |
| Atletism   | 4        | 3       | 7     |
| Ciclism    | 0        | 1       | 1     |
| Gimnastică | 0        | 1       | 1     |
| Haltere    | 1        | 0       | 1     |
| Natație    | 1        | 1       | 2     |
| Navigație  | 2        | 0       | 2     |
| Tir        | 1        | 1       | 2     |
| Total      | 9        | 7       | 16    |

## Natație
| Sportiv                   | Probă         | Calificări | Calificări | Semifinale   | Semifinale   | Finală       | Finală       |
| Sportiv                   | Probă         | Timp       | Loc        | Timp         | Loc          | Timp         | Loc          |
| ------------------------- | ------------- | ---------- | ---------- | ------------ | ------------ | ------------ | ------------ |
| Sotiria Neofytou          | 100 m fluture | 1:02,91    | 37         | Nu a avansat | Nu a avansat | Nu a avansat | Nu a avansat |
| Iacovos Hadjiconstantinou | 400 m liber   | 4:03,53    | 47         | N/A          | N/A          | Nu a avansat | Nu a avansat |